# British Museum

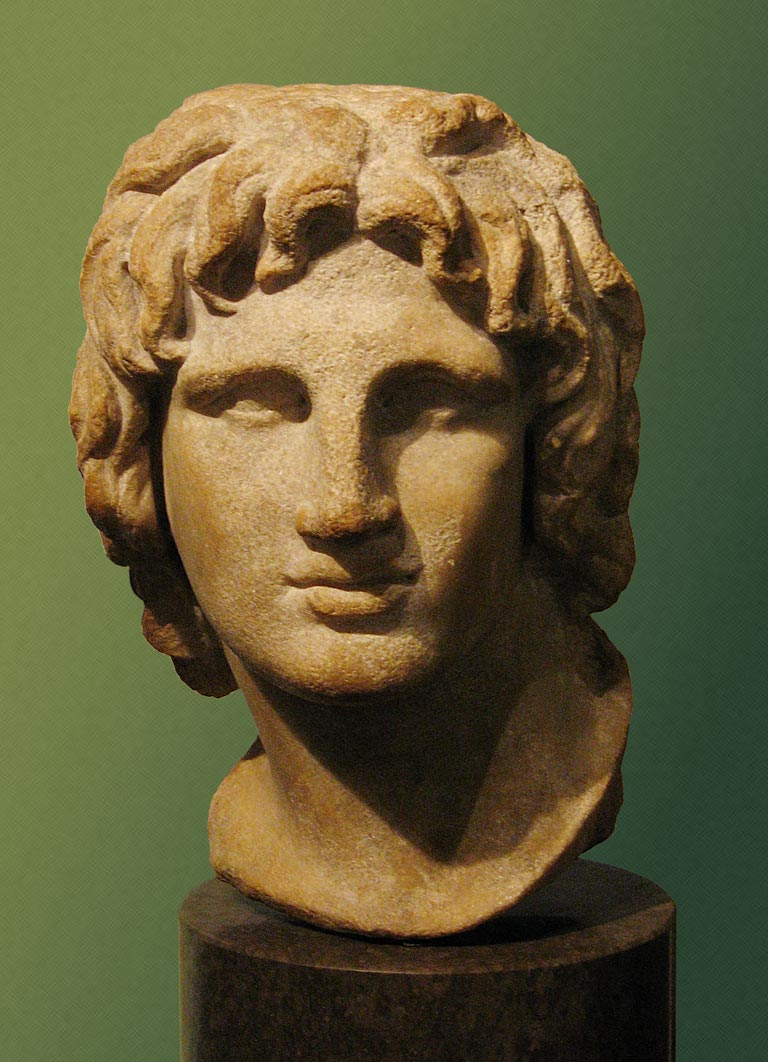
Byst av Alexander den store som tillhör samlingarna på British Museum.

British Museum är ett museum i London som har kulturhistoriska samlingar från hela världen. British Museum grundades 1753 ur Sir Hans Sloanes samlingar och öppnades för allmänheten den 15 januari 1759. Det ligger på Great Russell Street och har alltid gratis inträde.
British Museum har cirka sju miljoner objekt som illustrerar och dokumenterar människans kultur från dess begynnelse till nutid på alla bebodda kontinenter. De flesta föremål är magasinerade. 
British Museums samlingar baseras på läkaren och vetenskapsmannen Sir Hans Sloanes privata samling, som han testamenterade till staten, och är beläget på samma plats idag som när det öppnade. Museet har växt under de två och ett halvt sekel som det varit öppet och flera avknoppningar har skett. Den första och främsta avknoppningen var flytten av de naturhistoriska delarna av samlingen till Natural History Museum i London, 1887, och som idag är ett av världens största och främsta naturhistoriska museum.
Liksom för andra kulturhistoriska museum kommer flera av föremålen på British Museum från andra kulturer och andra länder gör anspråk på att dessa återförs till sina hemländer som en del av sitt kulturarv. Mest uppmärksammade är Parthenonskulpturerna som köptes av ambassadören Thomas Bruce, 7:e earl av Elgin från det då osmanska Aten och skeppades till London och British Museum 1801–1805. Skulpturerna har sedan krävts tillbaks av Grekland.

## Historia

### Sir Hans Sloane, British Museums grundare

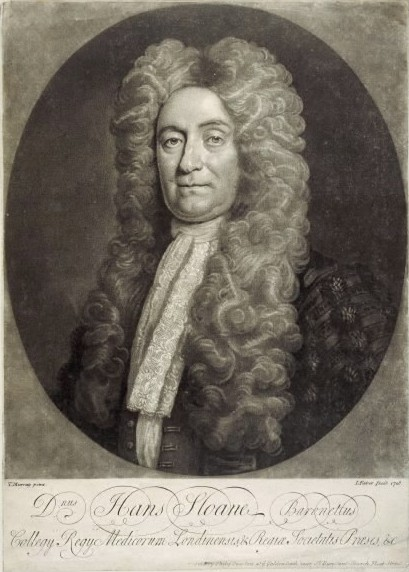
Hans Sloane.

Även om British Museum idag främst är ett museum för kultur- och konstföremål och antikviteter, grundades det som en "universellt museum". Dess grundvalar ligger i viljan hos läkaren och naturforskaren Sir Hans Sloane (1660–1753). Under sin livstid samlade Sloane en beundransvärd samling kuriosa, och som han inte ville se sin samling skingras efter sin död, testamenterade han den till kung Georg II, till nationen, för den furstliga summan av 20 000 pund.
Vid den tiden bestod Sloanes samling av cirka 71 000 föremål av alla slag, däribland ungefär 40 000 tryckta böcker, 7 000 manuskript, omfattande naturalier, däribland 337 volymer av torkade växter, grafik och teckningar – däribland av Albrecht Dürer – och antikviteter från Egypten, Grekland, Rom, den forntida Främre Orienten, Fjärran Östern och Amerika.

### Grundande (1753)
Den 7 juni 1753 gav kung Georg II sitt formella samtycke till den parlamentsakt som upprättade British Museum. Med stiftelseakten lades två andra bibliotek till Sloanes samling. Cottonian Library, samlat av Sir Robert Cotton och som dateras till den elisabetanska eran, och Harleian Library, samlat av på earlarna av Oxford. De fick sällskap år 1757 av Royal Library, samlat av olika brittiska monarker. Tillsammans innehåller dessa fyra "stiftelsesamlingar" många av de mest värdefulla böckerna som nu finns i British Library, däribland Lindisfarneevangelierna och det enda överlevande exemplaret av eposet Beowulf.
British Museum var den första av en ny typ av museer – nationella, tillhörande varken kyrka eller kung, fritt öppna för allmänheten och syftande till att samla allt. Sloanes stora samling kuriosa tenderade att spegla hans vetenskapliga intressen. Tillägget av Cottons och Harleys handskrifter införde ett litterärt och antikvariskt element som innebar att British Museum nu blev både nationalmuseum och -bibliotek.

### Kuriosakabinett (1753–1778)

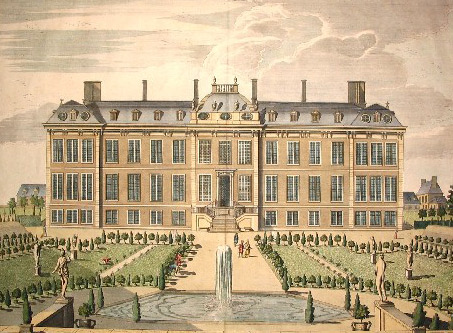
Montagu House.

Museets förvaltningsorgan beslutade om en ombyggd herrgård från 1600-talet, Montagu House, som plats för museet. Herrgården hade köpts från familjen Montagu för 20 000 pund. Förvaltarna valde bort Buckingham House, på den plats som nu upptas av Buckingham Palace, på grund av dyra omkostnader och dess mindre lämpliga läge.
Med förvärvet av Montagu House öppnades de första utställningsgallerierna och läsrum för akademiker den 15 januari 1759. År 1757 gav kung George II det gamla Royal Library rätt till ett exemplar av varje bok som publicerades i landet och säkerställde därmed att museets bibliotek utökades på obestämd tid. Naturhistorians, böckernas och handskrifternas dominans började minska år 1772 när museet fick sina första antikviteter av vikt, nämligen Sir William Hamiltons samling grekiska vaser. Under några år efter grundandet hade British Museum fått ytterligare gåvor, däribland Thomason samling av skrifter från inbördeskriget och David Garrick bibliotek på 1 000 tryckta pjäser.

### Slöhet och energi (1778–1800)
Från 1778 fascinerades besökarna av en utställning av föremål från Söderhavet, hämtade från de resor som kapten James Cook och andra upptäcktsresande företagit. Föremålen gav en glimt av tidigare okända länder. Arvet av en samling böcker, graverade ädelstenar, mynt, tryck och teckningar från Clayton Mordaunt Cracherode år 1800 gjorde mycket för att höja museets rykte, men Montagu House blev alltmer trångt och föråldrat och det var uppenbart att det inte skulle klara av en ytterligare expansion.
Museets första betydande tillskott till sin samling av antikviteter sedan det grundades kom från Sir William Hamilton (1730–1803), brittisk ambassadör i Neapel, som sålde sin samling av grekiska och romerska föremål till museet år 1784 tillsammans med ett antal andra antikviteter och naturhistoriska föremål. En förteckning över donationer till museet, daterad den 31 januari 1784, hänvisar till Hamiltons arv av en "kolossal fot av en Apollon i marmor". Det var en av två antikviteter i Hamiltons samling som tecknats av åt honom av Francesco Progenie, en elev till Pietro Fabris, som också bidragit med ett antal teckningar av Vesuvius, skickade av Hamilton till Royal Society i London.

### Tillväxt och förändring (1800–1825)

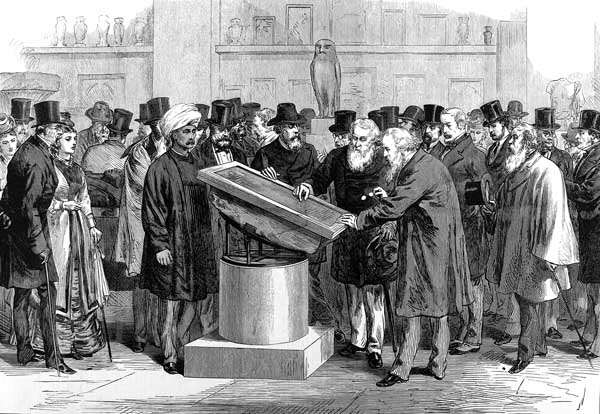
Rosettastenen utställd på British Museum 1874.

I början 1800-talet började grunden till den omfattande samlingen av skulpturer läggas och grekiska, romerska och egyptiska artefakter dominerade antikvitetsutställningarna. Efter de franska truppernas nederlag i slaget vid Nilen 1801 förvärvade British Museum fler egyptiska skulpturer och år 1802 presenterade kung Georg III Rosettastenen – nyckeln till att dechiffrera hieroglyferna. Gåvor och inköp från Henry Salt, brittisk generalkonsul i Egypten, med början med den kolossala bysten av farao Ramses II 1818, lade grunden för insamlingen av egyptiska monumentalskulpturer. Många grekiska skulpturer följde därefter, särskilt det första specialbyggda utställningsrummet, Charles Towneleys samling, mycket av det romerska skulpturer, 1805. År 1806 tog Thomas Bruce, 7:e earl av Elgin, ambassadör i Osmanska riket mellan 1799 och 1803, bort den stora samlingen av marmorskulpturer från Parthenontemplet på Akropolis i Aten och flyttade dem till Storbritannien. År 1816 förvärvades dessa mästerverk i västerländsk konst av British Museum genom en parlamentsakt, och de förvaras i museet sedan dess. Samlingarna kompletteradess av Bassaefrisen från Phigaleia i Grekland 1815. Samlingen från Främre Orienten hade också påbörjats 1825 med inköp av assyriska och babyloniska antikviteter från Claudius James Richs änka.
År 1802 en bildades byggnadskommitté för att planera för utbyggnad av museet, och detta märktes ännu tydligare efter donation av King's Library 1822, kung Georg III:s personliga bibliotek bestående av 65 000 böcker, 19 000 pamfletter, kartor, diagram och topografiska ritningar. Den neoklassiska arkitekten Sir Robert Smirke fick i uppdrag att utarbeta planer för en östlig utvidgning av museet "... för mottagandet av Royal Library, och ett galleri över det ..." och lägga fram planer för dagens fyrkantiga byggnad. Det förfallna gamla Montagu House revs och arbetet med King's Library Gallery inleddes 1823. Förlängningen, östra flygeln, fullbordades 1831. Men efter grundandet av National Gallery i London 1824 behövdes det föreslagna galleriet inte längre, och utrymmet på övervåningen ägnades åt naturhistoriska samlingar.

### Den största byggarbetsplatsen i Europa (1825–1850)

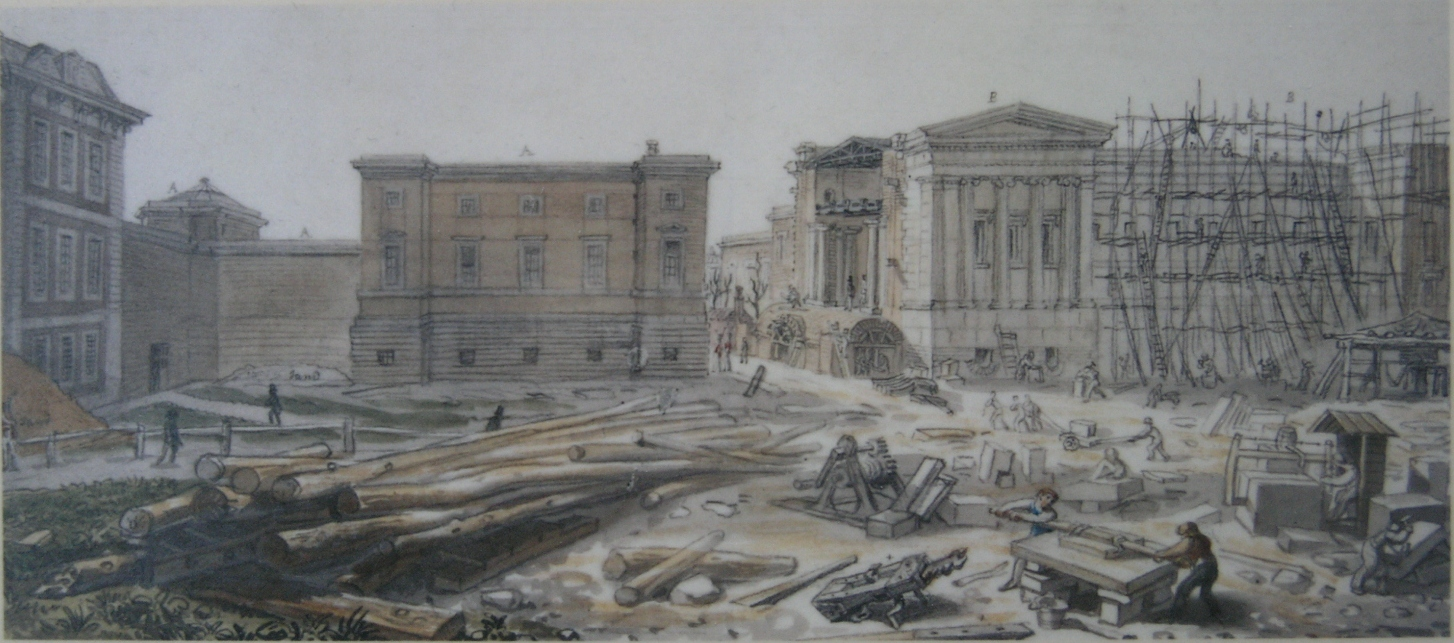
Byggarbete vid British Museum i juli 1828. Från vänster: Montagu House, Townley Gallery och Sir Robert Smirkes västra flygel under uppförande.

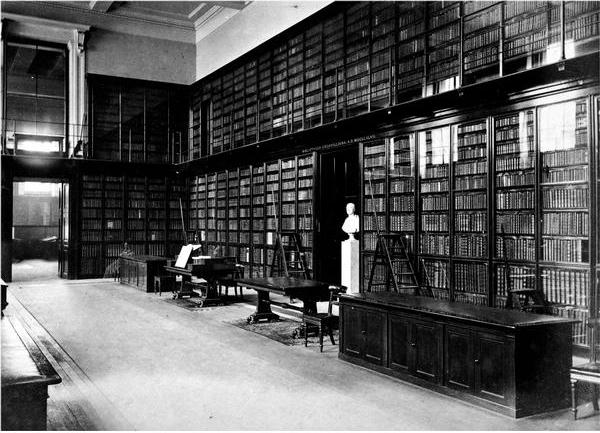
Grenvilles bibliotek i British Museum, foto 1875.

Museet blev en byggarbetsplats medan Sir Robert Smirkes storslagna nyklassicistiska byggnad småningom uppstod. King's Library, på bottenvåningen i Östra flygeln, överlämnades år 1827, och beskrevs som ett av de finaste rummen i London, men det var inte helt öppet för allmänheten förrän 1857, dock ordnades särskilda öppningar under Londonutställningen 1851.
1840 engagerade sig museet i sin första utländska utgrävning, Charles Fellows expedition till Xanthos i Mindre Asien, varifrån kom rester av gravar efter härskarna i det forntida Lykien, däribland Nereid- och Payava-monumenten. 1857 upptäckte Charles Thomas Newton mausoleet i Halikarnassos från 300-talet f.Kr., ett av världens sju underverk. På 1840- och 1850-talen stödde museet Austen Henry Layards utgrävningar i Assyrien och andra på platser som Nimrud och Nineve. Av särskilt intresse för kuratorerna var upptäckten av Assurbanipals stora bibliotek med kilskriftstavlor, som hjälpte till att göra museet till ett centrum för assyriologi.
Sir Thomas Grenville (1755–1846), förvaltare av British Museum från 1830, samlade ihop ett fint bibliotek med 20 240 böcker, som han skänkte till museet i sitt testamente. Böckerna kom i januari 1847 i tjugoen hästdragna vagnar. Den enda lediga platsen för detta stora bibliotek var ett rum som ursprungligen var avsett för handskrifter, mellan den främre entréhallen och handskriftssalongen. Böckerna förblev där tills British Library flyttade till St Pancras 1998.

### Insamling från omvärlden (1850–1875)
Öppnandet av gården år 1852 markerade fullbordandet av Robert Smirkes plan från 1823, men justeringar behövde redan göras för att klara av den oförutsedda ökningen av samlingarna. Nya gallerier byggdes för assyriska skulpturer och Sydney Smirkes runda läsesal, med plats för en miljon böcker, öppnades 1857. På grund av fortsatt platsbrist fattades beslutet att flytta de naturhistoriska samlingarna till en ny byggnad i South Kensington, som senare skulle bli Natural History Museum.
Ungefär samtida med uppförandet av den nya byggnaden var en man som ibland kallas "den andra grundaren" av British Museum, den italienska bibliotekarien Anthony Panizzi. Under hans tillsyn femdubblades British Museum Library (nu British Library) i storlek och blev en väl organiserad institution, värd att kallas en nationalbibliotek, det största biblioteket i världen efter Bibliothèque nationale de France i Paris. Fyrhörningen i mitten av Smirkes design visade sig vara slöseri med värdefullt utrymme och fylldes på Panizzis begäran av en rund läsesal i gjutjärn, ritad av Robert Smirkes bror, Sydney Smirkes.
Fram till mitten av 1800-talet var museets samlingar relativt begränsade, men 1851, med utnämnandet av Augustus Wollaston Franks till kurator för samlingarna, började museet för första gången att samla brittiska och europeiska medeltida antikviteter, förhistoria, ge sig in på Asien och diversifiera sina innehav av etnografi. Utländska utgrävningar fortsatte och John Turtle Wood upptäckte resterna av Artemistemplet i Efesos från 300-talet f.Kr., ett annat av antikens sju underverk.

### Stipendium och testamenten (1875–1900)
De naturhistoriska samlingarna var en integrerad del av British Museum tills de fördes till det nya British Museum of Natural History, idag Natural History Museum, 1887. Med avskiljandet av naturhistorian, samt slutförandet av den nya White Wing (mot Montague Street) år 1884, fanns mer utrymme för antikviteter och etnografi, och biblioteket kunde ytterligare expandera. Detta var en tid av innovationer, och elektrisk belysning infördes i läsesalen och utställningshallarna.
År 1882 var museet inblandat i inrättandet av det oberoende Egypt Exploration Fund (idag Society), den första brittiska organisationen som bedrev forskning i Egypten. En testamente från Miss Emma Turner år 1892 finansierade utgrävningar på Cypern. År 1897 avled en stor samlare och kurator, AW Franks, därefter följde ett enormt arv av 3 300 fingerringar, 153 dryckesbehållare, 512 pjäser kontinentalt porslin, 1 500 netsuke, 850 inro, över 30 000 exlibris samt diverse juveler och förgyllda objekt, bland dem Oxusskatten.
År 1898 testamenterade Baron Ferdinand de Rothschild det glänsande innehållet från hans rökrum på Waddesdon Manor. Detta bestod av nästan 300 konstföremål, som inbegrep utsökta exempel på smycken, förgyllda objekt, emalj, sniderier, glas och majolica, i tradition av de Schatzkammer (skattkammare) som bildats av renässansfurstar i Europa. Baron Ferdinands vilja var mycket specifik, och underlåtenhet att iaktta villkoren i testamentet skulle göra det ogiltigt. Samlingen skulle "placeras i ett särskilt rum som skall kallas Waddesdon Bequest Room, separat och oberoende av det övriga innehållet i museet och hädanefter och för alltid hållas samman i detta rum eller i annat rum som skall ersätta det".

### Nytt århundrade, ny byggnad (1900–1925)

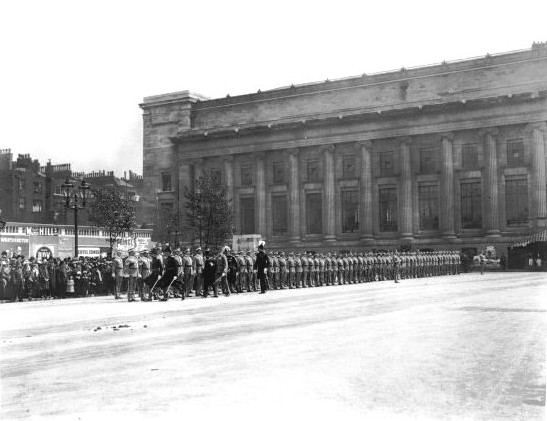

Under de sista åren på 1800-talet hade British Museums samlingar ökat så mycket att museibyggnaden var inte längre tillräckligt stor för dem. År 1895 köpte förvaltarna de 69 hus som omgav museet i avsikt att riva dem och bygga runt västra, norra och östra sidorna av museet. Det första steget var byggandet av den norra flygeln som påbörjades 1906.
Hela tiden fortsatte samlingarna växa. Emily Torday samlade i Centralafrika, Aurel Stein i Centralasien, GD Hogarth, Leonard Woolley och TE Lawrence grävde i Karkemish. År 1918, på grund på hotet av bombningarna under första världskriget, hade några objekt evakueras till en järnvägsstation vid Holborn, National Library of Wales i Aberystwyth och ett hus på landet nära Malvern. Vid återlämnandet av de antika föremålen från lagringen under kriget år 1919 befanns några objekt ha försämrats. Ett tillfälligt bevarande laboratorium inrättades i maj 1920, och blev en permanent institution 1931. Det är idag det äldsta i kontinuerlig drift. År 1923 välkomnade British Museum över en miljon besökare.

### Störningar och återuppbyggnad (1925–1950)
Nya entresolplan byggdes och bokhyllor återuppbyggdes i ett försök att klara av strömmen av böcker. År 1931 erbjöd konsthandlaren Sir Joseph Duveen pengar för att bygga ett galleri för parthenonskulpturerna. Det blev färdigt 1938, utformat av den amerikanske arkitekten John Russell Pope. Utseendet på utställningssalarna började förändras då det mörkt viktorianskt röda gav vika för moderna pasteller. I augusti 1939 skingrades parthenonskulpturerna, tillsammans med museets mest värdefulla samlingar, till säkra källare, hus på landet, Aldwychs tunnelbanestation, National Library of Wales och ett stenbrott på grund av det nära förestående kriget och risken för flygangrepp. Evakueringen skedde i grevens tid, för 1940 skadades Duveen Gallery svårt av bombningarna. Museet fortsatte att samla in från alla länder och alla århundraden: bland de mest spektakulära nytillskotten var den mesopotamiska skatten från Ur (2 600 f.Kr.), upptäckt under Leonard Woolleys utgrävningar 1922–1934, guld-, silver- och granatföremål från den anglosaxiska skeppssättning vid Sutton Hoo (1939) och den romerska silverservisen från Mildenhall, Suffolk (1946). Den omedelbara efterkrigstiden upptogs med återkomsten av samlingarna från skyddsrummen, och restaurering av museet efter Blitzen. Man började också arbetet med att återställa det skadade Duveen Gallery.

### Ett nytt offentligt ansikte (1950–1975)

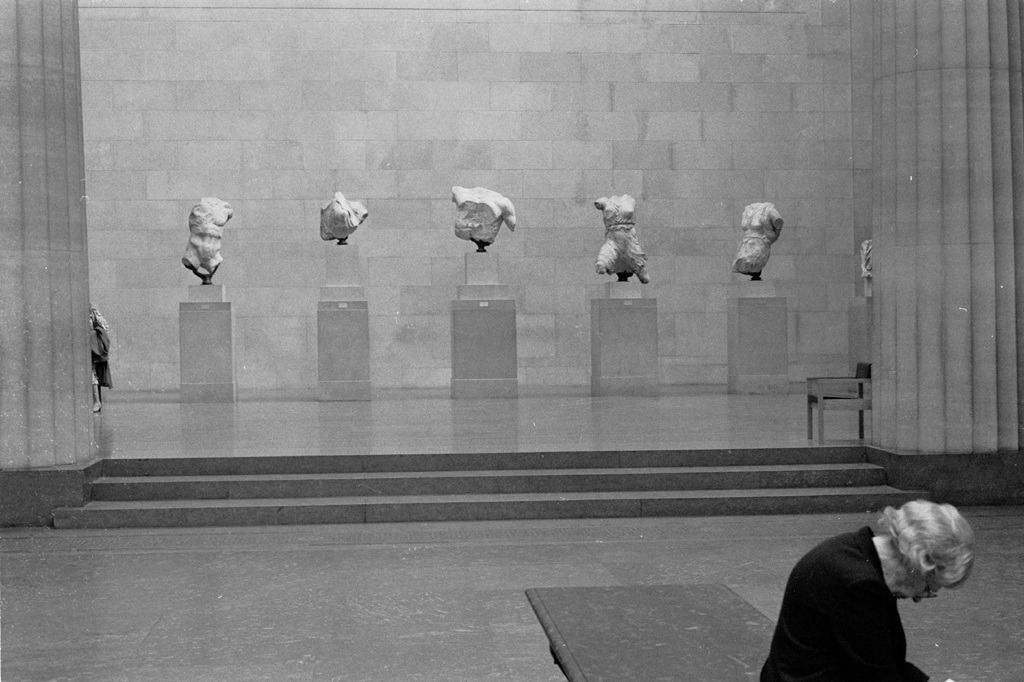
Det nyöppnade Duveen Gallery, 1980.

År 1953 firade museet sitt 200-årsjubileum. Många förändringar följde: den första heltidsanställda formgivaren och publikationschefen utsågs år 1964, en vänförening bildades 1968, en utbildningstjänst inrättades 1970 och ett bokförlag 1973. År 1963 en införde ny parlamentsakt administrativa reformer. Det blev lättare att låna ut föremål, konstitutionen för styrelsen ändrades och Natural History Museum blev helt självständigt. År 1959 återuppbyggdes och återöppnades mynt- och medaljavdelningens kontor, som helt förstörts under kriget. Uppmärksamheten vändes mot arbetet i gallerierna, där nya trender inom formgivning ledde till en ombyggnad av Robert Smirkes klassiska gallerier. År 1962 hade Duveen Gallery slutligen restaureras, och parthenonskulpturerna flyttade tillbaka till det, än en gång i hjärtat av museet.
På 1970-talet växte museet åter. Fler tjänster för allmänheten infördes, antalet besökare sköt i höjden, den tillfälliga utställningen "Tutankhamuns skatter" 1972 lockade 1 694 117 besökare och blev den mest framgångsrika i Storbritanniens historia. Samma år antogs en parlamentsakt som upprättade British Library och separerade samlingen av manuskript och tryckta böcker från British Museum. Detta lämnade museet med antikviteter, mynt, medaljer, sedlar, grafik, teckningar och etnografi. Ett akut problem var att hitta utrymme för tillskott till biblioteket, som nu krävde ytterligare två kilometer hyllor varje år. Regeringen föreslog en plats vid St Pancras för det nya British Library, men böckerna lämnade inte museet förrän 1997.

### The Great Court framträder (1975–2000)
Flytten av British Library till en ny plats vid St Pancras, slutförd 1998, gjorde att utrymmet som behövts för böckerna blev ledigt. Det möjliggjorde att bygga om det lediga utrymmet i Robert Smirke centrala fyrhörning från 1800-talet till Queen Elizabeth II Great Court – det största övertäckta torget i Europa – som invigdes år 2000.
De etnografiska samlingarna som hade varit inrymda i det kortlivade Museum of Mankind vid 6 Burlington Gardens från 1970, återfördes till nya specialbyggda gallerier.
Museet justerade på nytt sina insamlingspolicyer till intresset för "moderna" föremål: grafik, teckningar, medaljer och dekorationsmålningar återupplivades. Etnografiskt fältarbete utfördes på så vitt skilda platser som Nya Guinea, Madagaskar, Rumänien, Guatemala och Indonesien, och det gjordes utgrävningar i Främre Orienten, Egypten, Sudan och Storbritannien. Weston Gallery of Roman Britain öppnades 1997 och visade ett antal nyupptäckta föremål som visade på rikedomen i det som hade betraktats som en obetydlig del av Romarriket. Museet använde alltmer privata medel för byggnader, förvärv och andra ändamål.

## Museet i dag

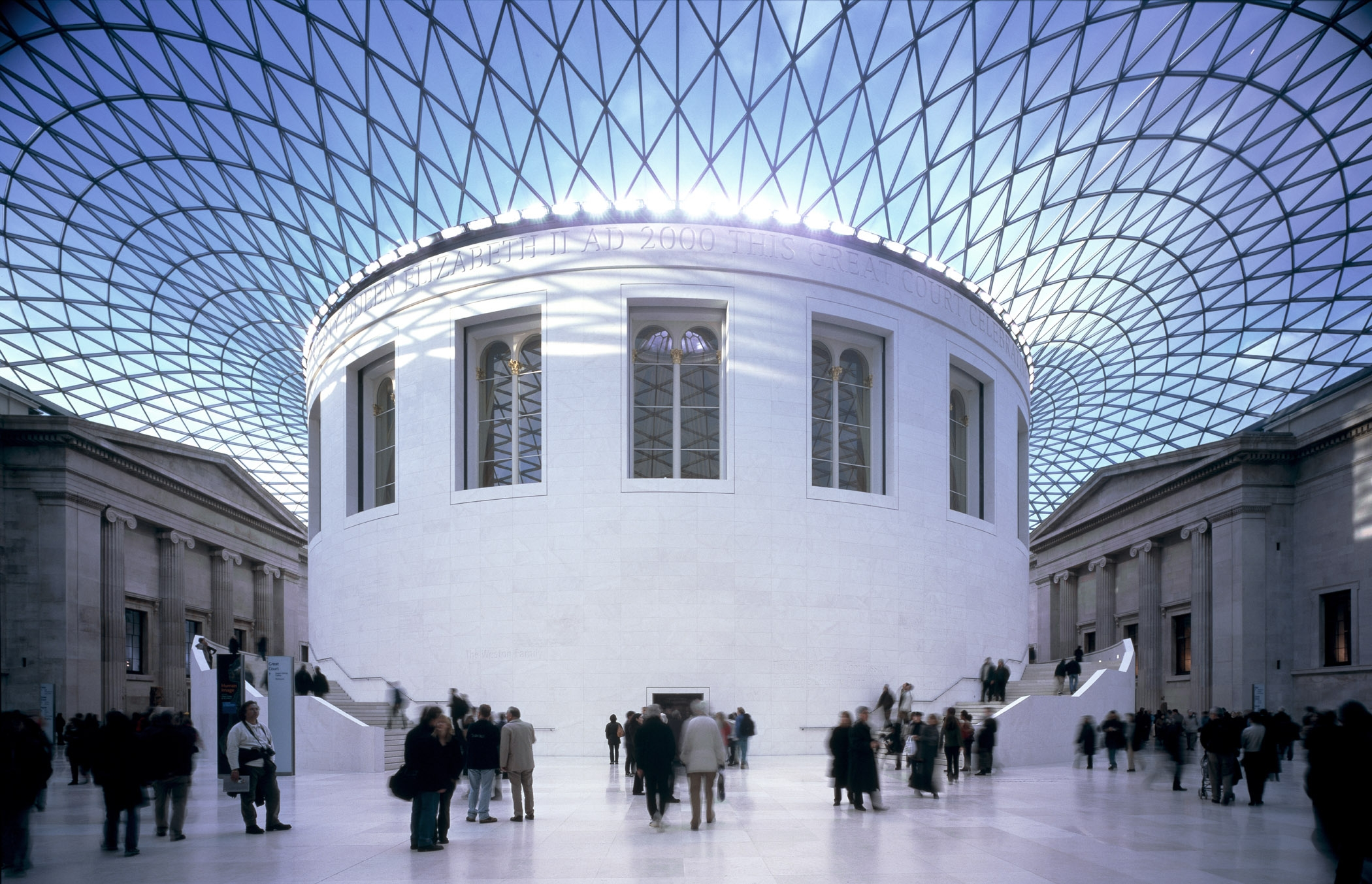
The Great Court.

Idag finns det inte längre några samlingar av naturhistoria på British Museum, och de böcker och handskrifter det en gång innehade utgör nu en del av det oberoende British Library. Museet bevarar ändå sin allmängiltighet i sina samlingar av artefakter (däribland en stor papyrussamling med bl.a. Abbott-papyrusen, Greenfield-papyrusen, Harris 1-papyrusen, London-papyrusen och Rhindpapyrusen) som representerar kulturer, antika och moderna, i hela världen. Den ursprungliga samlingen från 1753 har vuxit till över tretton miljoner föremål på British Museum, 70 miljoner på Natural History Museum och 150 miljoner på British Library.
Den runda läsesalen, som ritades av arkitekten Sydney Smirke, öppnades 1857. I nästan 150 år kom forskare hit för att konsultera museets stora bibliotek. Läsesalen stängdes 1997 när nationalbiblioteket (British Library) flyttades till en ny byggnad vid St Pancras. Idag har det förvandlats till Walter and Leonore Annenberg Centre. Den innehåller Paul Hamlyn Library med böcker om museets samlingar, och är öppet för alla besökare.
Med bokhyllorna i museets centrala gård tomma kunde arbetet med rivningen inför Norman Fosters glastäckta Great Court börja. The Great Court öppnades år 2000, och förbättrade otvivelaktigt cirkulationen runt på museet, men kritiserades för att ha brist på utställningsrum i en tid då museet drogs med i allvarliga ekonomiska svårigheter och många gallerier var stängda för allmänheten. Samtidigt hade de afrikanska och oceaniska samlingarna som tillfälligt inrymts på 6 Burlington Gardens fått ett nytt galleri i den norra längan, finansierat av familjen Sainsbury med donation värderad till 25 miljoner pund.
Sedan 2007 har en stor mängd fotografier av museets samlingar funnits tillgängliga online. April 2020 nylanserades museets onlinesatsning, nu med totalt 2,9 miljoner foton, förbättrad sökfunktion och interaktiv vandring genom gallerierna. En stor del av fotografierna är nu tillgänglia under mer eller mindre fria licenser, många med krav på referens till museet men utan andra begränsningar.

## Styrelse
Tekniskt sett är British Museum ett icke-offentligt organ som finansieras av Department for Culture, Media and Sport genom ett treårigt finansieringsavtal. Dess chefen är direktören. British Museum sköttes från början av en Principal Librarian (ungefär "överbibliotekarie") när boksamlingarna fortfarande var en del av museet, ett ämbete som döptes om till Director and Principal Librarian ("direktör och överbibliotekarie") 1898 och Director ("direktör") 1973, vid separeringen av British Library.
En styrelse med 25 förvaltare (med direktören som sin räkenskapsförare i syfte att rapportera till regeringen) är ansvarig för den allmänna förvaltningen och kontrollen av museet, i enlighet med British Museum Act från 1963 och Museums and Galleries Act från 1992. Före 1963 års bestämmelser var museet under ledning av ärkebiskopen av Canterbury, lordkanslern och talmannen i underhuset. Styrelsen bildades vid museets tillkomst för att hålla samlingarna i säkerhet för nationen utan att äga dem själva, och fyller nu en i huvudsak rådgivande roll. Utnämningar av förvaltare regleras i ett regelverk fastställt i riktlinjerna om offentliga utnämningar som utfärdats av Office of the Commissioner for Public Appointments (ungefär "Kommissariens för offentliga utnämningar kansli").

## Byggnad

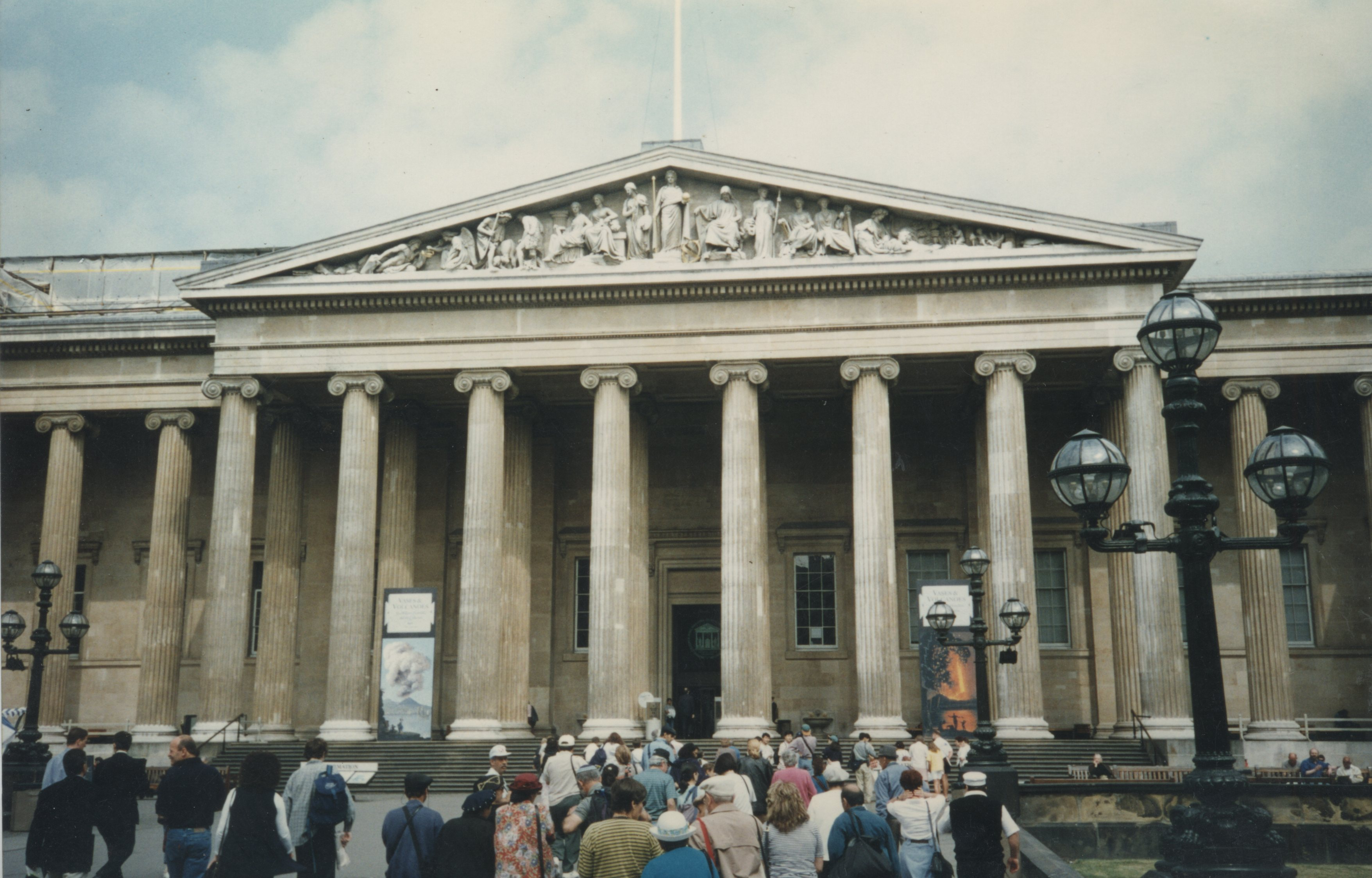
Entrén till British Museum.

Den grekiska fasaden mot Great Russell Street är en karaktäristisk byggnad av Sir Robert Smirke, med 44 kolonner i jonisk ordning, 14 meter höga, utformade efter förebild i kolonnerna på Athenas tempel i Priene i Mindre Asien. Frontonen över huvudentrén är dekorerad med skulpturer av Sir Richard Westmacott och skildrar civilisations utvecklingen i femton allegoriska figurer. Frontonen sattes upp 1852.
Bygget påbörjades runt gården med östra flygeln (The King's Library) åren 1823–1828, följt av norra flygeln 1833–1838, som ursprungligen inrymde bland andra gallerier ett läsrum, numera Wellcome Gallery. Arbete pågick också på den norra halvan av västra flygeln (det egyptiska skulptur galleriet) 1826–1831, med Montagu House rivet 1842 för att ge plats för den sista delen av västra flygeln, som blev färdig 1846, och södra flygeln med dess stora pelargång, som påbörjades 1843 och avslutades 1847, när den främre hallen och stora trappan öppnades för allmänheten. Museet är klätt i portlandsten, men yttermurar och andra delar av byggnaden byggdes i haytorgranit från Dartmoor i South Devon, som transporteras på den unika Haytor Granit Tramway.